# Epimecis nyctalemonaria
Epimecis nyctalemonaria är en fjärilsart som beskrevs av Walker 1860. Epimecis nyctalemonaria ingår i släktet Epimecis och familjen mätare. Inga underarter finns listade i Catalogue of Life.